# David Brown (producteur)
Pour les articles homonymes, voir David Brown et Brown.
David Brown (né le 28 juillet 1916 à Manhattan et mort le 31 janvier 2010 à Manhattan, New York) est un producteur américain de cinéma et de télévision.

## Filmographie partielle

### Cinéma
- 1973 : SSSSSSS
- 1973 : L'Arnaque (The Sting)
- 1974 : Willie Dynamite (en)
- 1974 : Sugarland Express (The Sugarland Express)
- 1974 : Contre une poignée de diamants (The Black Windmill)
- 1974 : The Girl from Petrovka
- 1975 : La Sanction (The Eiger Sanction)
- 1975 : Les Dents de la mer (Jaws)
- 1977 : MacArthur, le général rebelle (MacArthur)
- 1978 : Les Dents de la mer, 2e partie (Jaws II)
- 1980 : L'Île sanglante (The Island)
- 1981 : Les Voisins (Neighbors)
- 1982 : Le Verdict (The Verdict)
- 1985 : Cocoon
- 1985 : Target
- 1988 : Cocoon, le retour (Cocoon: The Return)
- 1989 : Miss Daisy et son chauffeur (Driving Miss Daisy)
- 1991 : Hear My Song de Peter Chelsom
- 1992 : The Player
- 1992 : Des hommes d'honneur (A Few Good Men)
- 1993 : Les Veuves joyeuses (The Cemetery Club)
- 1993 : L'Amour en trop (Rich in Love)
- 1993 : Watch It
- 1995 : Canadian Bacon
- 1997 : Le Saint (The Saint)
- 1997 : Le Collectionneur (Kiss the Girls)
- 1998 : Deep Impact
- 1999 : Les Cendres d'Angela (Angela's Ashes)
- 2000 : Le Chocolat (Chocolat)
- 2001 : Le Masque de l'araignée (Along Came a Spider)

### Télévision
- 1991 : Women & Men 2: In Love There Are No Rules (TV)
- 1996 : Au cœur du scandale (A Season in Purgatory) (TV)
- 2002 : Framed (TV)

## Récompenses et distinctions

### Récompenses
- 1991 : Irving G. Thalberg Memorial Award au 63e cérémonie des Oscars

### Nominations
- 1976 : Oscar du meilleur film - Les Dents de la mer
- 1983 : Oscar du meilleur film - Le Verdict
- 1993 : Oscar du meilleur film - Des hommes d'honneur
- 2001 : Oscar du meilleur film - Le Chocolat